# Die Schüler der Madame Anne

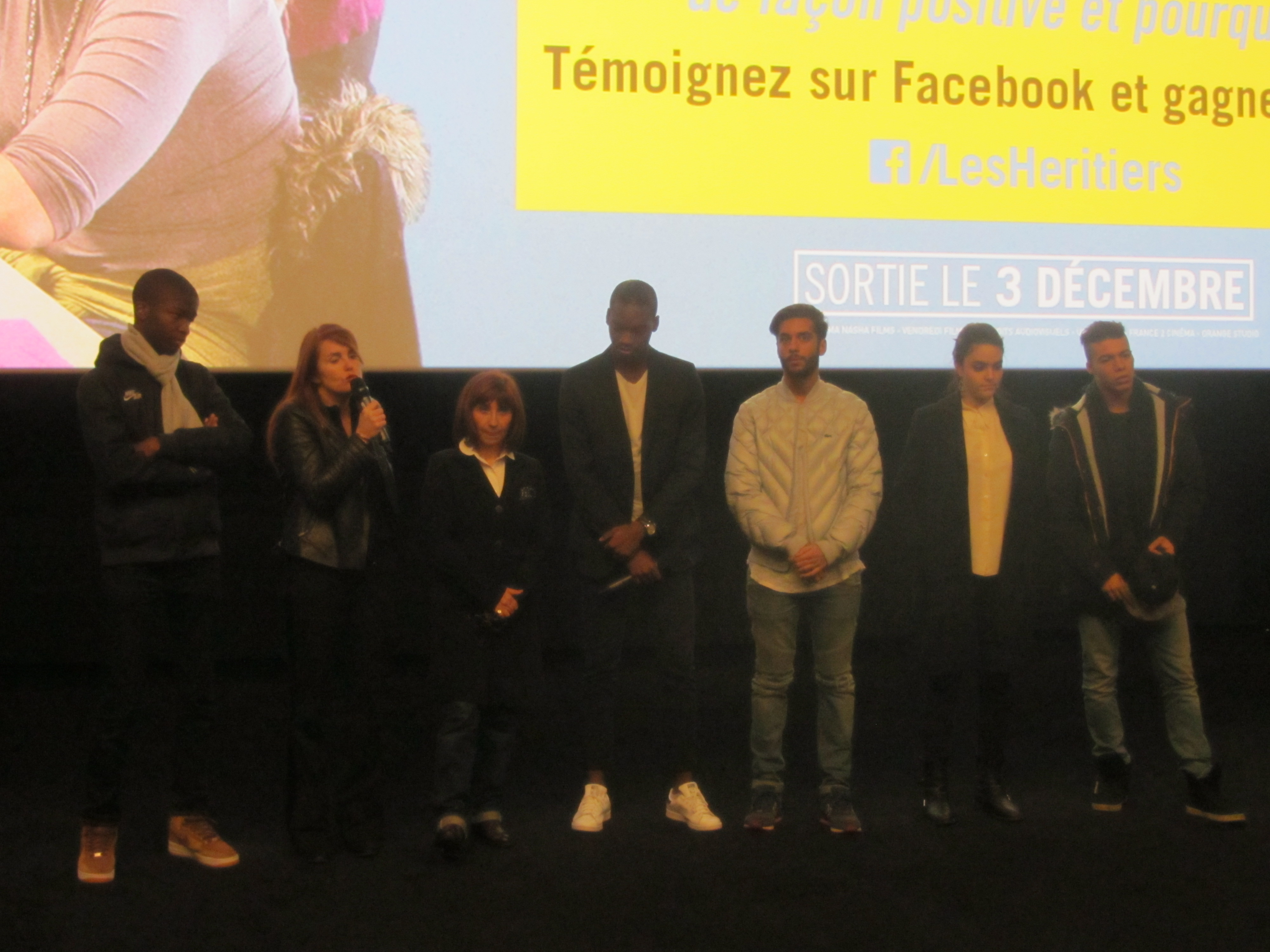
Bei der Vorpremiere von "Die Schüler der Madame Anne" (2014)

Die Schüler der Madame Anne (Originaltitel: Les héritiers, franz. für „Die Erben“) ist ein auf einer wahren Geschichte basierendes französisches Filmdrama von Marie-Castille Mention-Schaar, das am 7. Oktober 2014 beim Festival du Film Francophone de Namur seine Premiere feierte und am 5. November 2015 in die deutschen Kinos kam.

## Handlung
Die Lehrerin Anne Gueguen unterrichtet Geschichte am Gymnasium Léon Blum, im Pariser Vorort Créteil. Diese Gegend der Stadt gilt als sozialer Brennpunkt. Weil ihre Schüler durch scheinbar unüberbrückbare Differenzen gespalten sind, sie ihnen aber dennoch Respekt und Disziplin vermitteln muss, will die ambitionierte Madame Anne ihren Schülern zeigen, dass sie keinesfalls ein hoffnungsloser Haufen ohne Zukunft sind und meldet sie bei einem angesehenen, landesweiten Wettbewerb an, dessen Thema Kinder und Jugendliche im System der nationalsozialistischen Konzentrationslager ist. Anfangs sind ihre Schüler von dieser Idee nur wenig begeistert, als sie jedoch mit Léon Zyguel, einem Überlebenden des Holocausts sprechen und nach einem Besuch der Pariser Shoah-Gedenkstätte, beginnen sich die eigentlich schwierigen Jugendlichen nicht nur für das Thema zu interessieren, sondern auch die Einstellung zu ihrem eigenen Dasein und zum Leben im Allgemeinen grundlegend zu verändern. Am Ende gewinnt die Klasse den ersten Preis des Wettbewerbs.

## Rezeption
André Wesche von der Augsburger Allgemeinen resümiert, der Film sei „ungemein bewegend und hoffnungsspendend“. Der Filmdienst urteilt, der Film zehrt „von seiner charismatischen Hauptdarstellerin“, kritisiert jedoch, dass „die gefühlsbetonende Musik“ mitunter „den Betroffenheitsgestus“ übertreibt und dabei „die Grenze zum Kitsch“ überschreitet.

## Auszeichnungen
Ahmed Dramé wurde für seine Rolle im Film Die Schüler der Madame Anne 2015 beim César als Vielversprechendster Schauspieler nominiert. Beim Nuremberg International Human Rights Film Festival 2015 wurde Marie-Castille Mention-Schaar für den Open Eyes Jury Award nominiert.